# Mario Zanabria
Mario Nicasio Zanabria (n. Santa Fe, 1 de octubre de 1948) es un exfutbolista y actual entrenador argentino que no dirige actualmente a ningún club. Se desempeñó como mediocampista ofensivo y su primer equipo fue el Club Atlético Unión, donde debutó en 1967.
Hasta su retiro como futbolista en el año 1983, se consagró campeón del Torneo Metropolitano 1974 de la Primera División de Argentina con el Club Atlético Newell's Old Boys, y de una Copa Intercontinental, dos Copas Libertadores y un campeonato de Primera División de Argentina, todo esto con el Club Atlético Boca Juniors entre los años 1975 y 1978.
Es considerado uno de los ídolos máximos del Club Atlético Newell's Old Boys por haber sido el autor del último gol del último encuentro del Torneo Metropolitano 1974, el cual le permitió a Newell's Old Boys consagrarse campeón nacional de AFA por primera vez en su historia, enfrentando a su clásico rival, Rosario Central.
Desde el año 1986 se desempeña como entrenador y, a partir de 2016, se encuentra desempleado tras haber dirigido al América de Cali de Colombia. Entre sus principales referentes a la hora de la conducción técnica se encuentran César Menotti, Juan Carlos Lorenzo, Marcelo Bielsa y Alfredo Di Stéfano.

## Futbolista
Apodado "Marito", Mario Zanabria nació en 1948 en la ciudad de Santa Fe. Comenzó su carrera como futbolista en el Club Atlético Unión de su ciudad natal, donde se desempeñó como mediocampista. En el año 1967, y a la edad de 19 años, debutó en la Primera División de Argentina.

### Unión de Santa Fe
En el club santafesino lograría el ascenso a la Primera División de Argentina en el año 1966, bajo la dirección técnica de Guillermo Abbas. Durante ese campeonato se destacó por su juego creativo y el buen manejo del balón, totalizando 40 encuentros y 5 goles. Su desempeño favorable lo llevaría tiempo después a ser transferido al Club Atlético Newell's Old Boys de Rosario.

### Newell's Old Boys

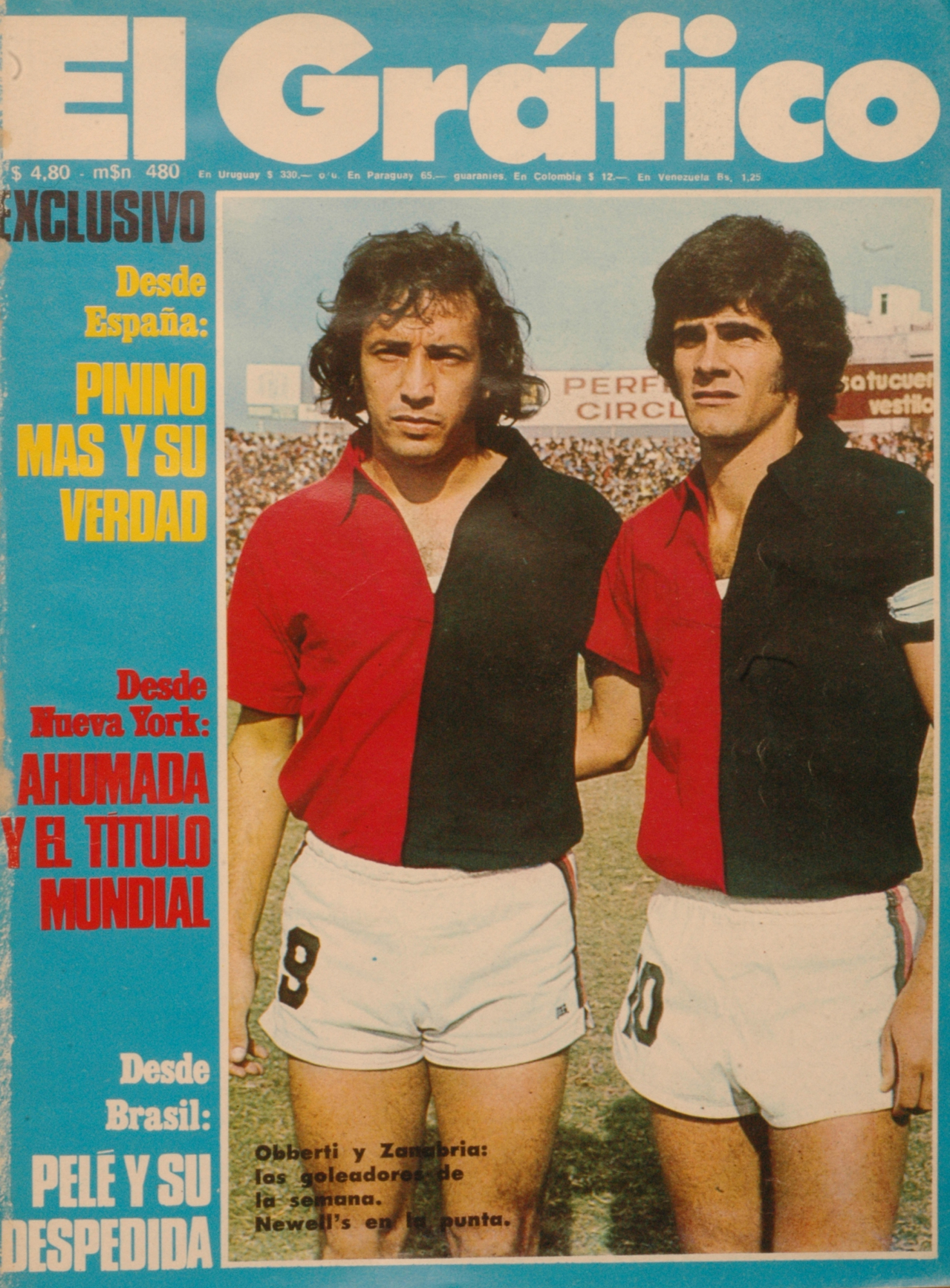
Obberti y Zanabria (Newell's) en 1974.

En el año 1970 Zanabria fue contratado por el Club Atlético Newell's Old Boys, club en el cual es una recordada figura. En el año 1974 obtuvo su primer campeonato, el Torneo Metropolitano 1974, vistiendo la casaca rojinegra, y llevando en su brazo el brazalete de capitán.
Aquel título es recordado por la hinchada de Newell's Old Boys no solo por haber obtenido su primer campeonato nacional de AFA, sino también por haberlo hecho al enfrentar en el último encuentro del cuadrangular final a su eterno rival, Rosario Central, disputando dicho encuentro en el estadio del mismo (si bien se realizó en condición de cancha neutral). Además, Zanabria es recordado por haber convertido el último gol del encuentro, el cual le permitió a Newell's Old Boys consagrarse campeón. Según él mismo comentara, aquel campeonato lo recuerda como "uno de los momentos más lindos de mi carrera".
En declaraciones posteriores a la finalización del encuentro, Zanabria le dijo al periodista José María Otero de la revista El Gráfico: "Yo nunca le pego tan fuerte... alguien me empujó la zurda... Desde el suelo alcancé a ver que pasaba cerquita del travesaño y se iba para adentro... Después no vi más nada... Sólo sentí el alarido de la tribuna... Perdoname y dejame llorar un ratito más... es que soy muy feliz, por eso lloro... perdoname".
Totalizó 56 goles en 253 encuentros vistiendo la casaca rojinegra, además de poseer junto a Santiago Santamaría el récord de mayor cantidad de clásicos disputados con 31 encuentros. Estos hechos sumados a su buen desempeño, le merecieron en 1976 ser transferido al Club Atlético Boca Juniors de Buenos Aires.
- Descarga del gol relatado por José María Muñoz (wav)

### Boca Juniors

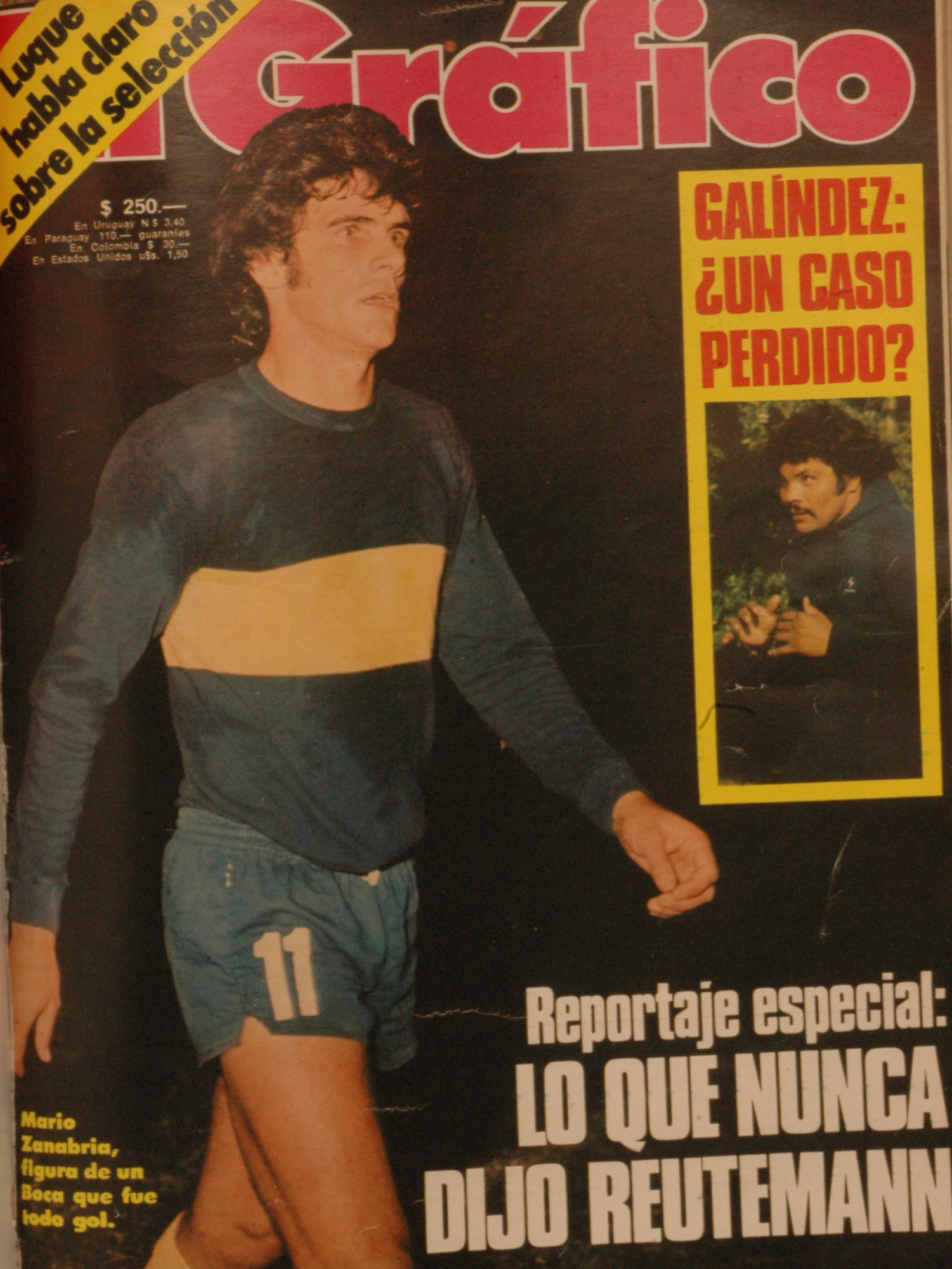
Mario Zanabria (Boca) en 1977.

En el año 1976, en su primer campeonato en Boca Juniors obtuvo el Campeonato Nacional enfrentando en la final a su clásico rival River Plate. El encuentro se definió en el segundo tiempo, con un gol de tiro libre de Rubén Suñé, histórico futbolista de Boca Juniors. Es considerado el encuentro de fútbol que ha convocando a la mayor cantidad de público de la historia del fútbol argentino.
Posteriormente se consagraría ganador de dos Copa Libertadores de América en 1977 y 1978. La Copa Libertadores de 1977 sería la primera en la historia del club, y la obtendría en definición por penales frente al Cruzeiro de Brasil, luego de superar el triangular semifinal con Libertad de Paraguay y el Deportivo Cali de Colombia. Boca Juniors se impuso en la primera final de local por 1:0, pero cayó por el mismo marcador de visitante. Debido a esto debió disputar un encuentro desempate en el Estadio Centenario de Montevideo, donde se impuso desde el punto penal.
Al año siguiente llegaría la segunda Copa Libertadores consecutiva. En esta ocasión, llegó a la final del torneo donde enfrentó al Deportivo Cali, dirigido por Carlos Bilardo. El primer encuentro en Colombia fue empate 0:0; en el segundo Boca Juniors se impuso por 4:0 y obtuvo así por segunda vez consecutiva el título continental.
Se consagró también ganador de la Copa Intercontinental de 1978, máximo galardón a nivel de club, derrotando en la final al Borussia Mönchengladbach alemán. En aquel plantel se encontraban también figuras como Hugo Gatti, Juan Alberto Taverna y Francisco Sá, entre otros. Todos los logros obtenidos con Boca Juniors fueron bajo la dirección técnica de Carlos "Toto" Lorenzo, quien es considerado por Zanabria como uno de sus principales referentes.

### Breve paso por Argentinos
En el año 1981 fue transferido a la Asociación Atlética Argentinos Juniors donde disputó un torneo (25 encuentros y 1 gol), para luego regresar a Boca Juniors en 1982.

### Retorno a Boca Juniors
En 1982 Zanabria retorna a Boca Juniors, al poco tiempo de ser vendido Diego Maradona al FC Barcelona, por lo cual el equipo no respondió anímicamente a esta baja y logró solo un tercer puesto en el Metropolitano. En sus dos períodos en Boca Juniors, Zanabria totalizó 172 encuentros y 26 goles por torneos nacionales de AFA, sumados a otros 25 encuentros por copas internacionales.

### Retiro
En 1983 pasó al Club Atlético Huracán, club en el cual finalizó su carrera como futbolista, el día 2 de noviembre de dicho año, luego de haber disputado 24 encuentros y convertido un gol. Totalizó en la Primera División de Argentina 498 encuentros, en los cuales convirtió 78 goles.

### Selección Argentina
Tuvo su paso por la Selección Argentina, llegando a ser seleccionado para la Copa América 1975. Disputó cuatro encuentros y convirtió dos goles para el conjunto albiceleste.

## Entrenador
Posteriormente a su retiro como futbolista, Zanabria comenzó a desempeñarse como entrenador.

### Boca Juniors
En 1986 asumió la conducción de Boca Juniors, club con el cual finalizaría en la quinta ubicación del Campeonato en curso, pero se consagraría ganador de la Liguilla, competencia clasificatoria para la Copa Libertadores. Durante los siguientes años Zanabria se desempeñó como ayudante de campo, hasta que en el año 1992 asumió como entrenador del Atlas de Guadalajara, de México.

### Atlas
Zanabria tomaría las riendas del club mexicano en la temporada 1992-1993, contando en su plantel con un futbolista sudamericano, el recién transferido Cristian Domizzi. Permaneció en el club por el lapso de un año, cumpliendo una campaña aceptable, pero sin pelear el campeonato. Apenas cumplido su contrato sería tentado por el Club Sport Emelec de Ecuador, el cual resultaría efectivamente su próximo destino.

### Emelec
En el club ecuatoriano lograría clasificar a la instancia final de la Liguilla, a fines de 1994, pero por problemas con la dirigencia no podría continuar dirigiendo al equipo en dicha instancia, de todas formas Emelec fue campeón nacional ese año. Debido a los problemas antes mencionados, Zanabria retornaría a Argentina para posteriormente dirigir a Newell's Old Boys.

### Newell's Old Boys
En el año 1996, ya arribado al club de la ciudad de Rosario, Zanabria obtendría la tercera posición en el Torneo Clausura en curso, disputando el mismo hasta las últimas fechas con Colón y River Plate, siendo este último el ganador del mismo. Entre los futbolistas más destacados que dirigiría allí, se encontraban Gabriel Heinze, Walter Samuel y Bruno Marioni, entre otros.
En el año 1998, una vez finalizado su contrato, Zanabria se marcharía de Newell's Old Boys para dirigir a su club de origen, Unión de Santa Fe. Su lugar en el equipo rosarino sería ocupado por el croata Mirko Jozić.

### Unión de Santa Fe
En el año 1998 Zanabria arribaría a Unión de Santa Fe. Allí llegaría a dirigir 26 encuentros, con 7 triunfos y 9 derrotas (39,7% de efectividad), lo cual condicionaría su salida previa a la finalización del torneo en curso. Sería entonces contratado por el Club Atlético Lanús.

### Lanús
En 1999 Zanabria ficharía como entrenador del Club Atlético Lanús, acompañado por Arsenio Ribeca como ayudante de campo. Allí permanecería por un año en el cual disputaría los torneos locales, y tendría el objetivo de clasificar a algún certamen internacional. Si bien el desempeño no fue malo, el club no finalizó entre las principales colocaciones, y el objetivo internacional no se alcanzó, por lo cual Zanabria finalizó su contrato.

### Talleres de Córdoba
En el año 2001 Zanabria arribaría a Talleres de Córdoba acompañado por Jorge Ribolzi, excompañero de Newell's Old Boys en su etapa como futbolista, como ayudante de campo. Gracias a sus buenos resultados en los campeonatos de primera división previos a su llegada, el equipo cordobés estaba clasificado para la edición 2001 de la Copa Mercosur y la edición 2002 de la Copa Libertadores de América.
Si bien en la Copa Mercosur el equipo alcanzaría la instancia cuartos de final, en la Copa Libertadores sería eliminado en primera ronda, lo cual forzaría la salida de Zanabria. Su próxima parada sería, en 2002, el Querétaro de México.

### Querétaro
Una vez arribado a México, Zanabria emprendería un nuevo desafío: el Querétaro Fútbol Club. En la plantilla contaría con algunos futbolistas sudamericanos, como Cristian Traverso, Josemir Lujambio y Sergio Martínez. Pero los resultados no le serían del todo favorables (tres triunfos, tres empates y seis derrotas), lo cual motivaría a la dirigencia a solicitarle su renuncia. Zanabria sería el sexto entrenador de la Primera división mexicana en ser despedido antes de la finalización de la temporada.

### Real España
A fines del año 2007, Zanabria asumió como entrenador del Real Club Deportivo España de Honduras, último campeón de la Liga Nacional de Fútbol de Honduras con el cual llegó a una final en el 2008 que perdió ante el Club Deportivo Marathón, acompañado de Gilberto Yearwood, quien fuera futbolista del Real España, como su asistente de campo. Logró en el Torneo Apertura 2010 el título tras vencer en la final al Olimpia. Un año más tarde en el Apertura 2011 pierde una nueva final contra el Olimpia. Zanabria ha disputado tres finales como entrenador del Real España, ganando una y perdiendo dos.

## Clubes

### Como futbolista
| Club                     | País                | Año                 | PJ  | G  | Media |
| ------------------------ | ------------------- | ------------------- | --- | -- | ----- |
| C. A. Unión              | Argentina           | 1967-1969           | 40  | 5  | 0.13  |
| C. A. Newell's Old Boys  | Argentina           | 1970-1975           | 253 | 56 | 0.22  |
| C. A. Boca Juniors       | Argentina           | 1976-1980           | 129 | 11 | 0.09  |
| A. A. Argentinos Juniors | Argentina           | 1981                | 25  | 1  | 0.04  |
| C. A. Boca Juniors       | Argentina           | 1982                | 26  | 4  | 0.15  |
| C. A. Huracán            | Argentina           | 1983                | 24  | 1  | 0.04  |
| Total en su carrera      | Total en su carrera | Total en su carrera | 497 | 78 | 0.16  |

### Como entrenador
| Club                    | País                | Año                 | PJ  | PG  | PE  | PP  | Efect% |
| ----------------------- | ------------------- | ------------------- | --- | --- | --- | --- | ------ |
| C. A. Boca Juniors      | Argentina           | 1985-1986           | 68  | 27  | 20  | 21  | 49.51% |
| I. A. Central Córdoba   | Argentina           | 1988                | 24  | 6   | 11  | 7   | 40.28% |
| C. A. Vélez Sarsfield   | Argentina           | 1988-1989           | 33  | 7   | 17  | 9   | 38.38% |
| Atlas F. C.             | México              | 1992-1993           | 38  | 12  | 13  | 13  | 42.98% |
| C. S. Emelec            | Ecuador             | 1994                | 34  | 19  | 6   | 9   | 61.76% |
| C. A. Newell's Old Boys | Argentina           | 1996-1997           | 65  | 21  | 19  | 25  | 42.05% |
| C. A. Unión             | Argentina           | 1998                | 34  | 9   | 10  | 15  | 36.27% |
| C. A. Lanús             | Argentina           | 1999                | 15  | 5   | 3   | 7   | 40%    |
| C. A. Talleres          | Argentina           | 2001                | 8   | 2   | 0   | 6   | 25%    |
| Querétaro F. C.         | México              | 2002                | 12  | 3   | 3   | 6   | 33.33% |
| Real C. D. España       | Honduras            | 2008                | 42  | 21  | 11  | 10  | 58.73% |
| Real C. D. España       | Honduras            | 2010-2012           | 108 | 42  | 34  | 32  | 49.38% |
| Real C. D. España       | Honduras            | 2015                | 18  | 3   | 6   | 9   | 27.78% |
| Total en su carrera     | Total en su carrera | Total en su carrera | 499 | 177 | 153 | 169 | 45.69% |

## Palmarés

### Como futbolista

#### Logros deportivos
| Título                     | Club        | País      | Año  |
| -------------------------- | ----------- | --------- | ---- |
| Ascenso a Primera División | C. A. Unión | Argentina | 1966 |
| Ascenso a Primera División | C. A. Unión | Argentina | 1968 |

#### Campeonatos nacionales
| Título           | Club                    | País      | Año    |
| ---------------- | ----------------------- | --------- | ------ |
| Primera B        | C. A. Unión             | Argentina | 1966   |
| Primera División | C. A. Newell's Old Boys | Argentina | M-1974 |
| Primera División | C. A. Boca Juniors      | Argentina | N-1976 |

#### Campeonatos internacionales
| Título                | Club               | Sede         | Año  |
| --------------------- | ------------------ | ------------ | ---- |
| Copa Libertadores     | C. A. Boca Juniors | Montevideo   | 1977 |
| Copa Intercontinental | C. A. Boca Juniors | Karlsruhe    | 1977 |
| Copa Libertadores     | C. A. Boca Juniors | Buenos Aires | 1978 |

### Como entrenador

#### Campeonatos nacionales
| Título                    | Club              | País     | Año    |
| ------------------------- | ----------------- | -------- | ------ |
| Liga Nacional de Honduras | Real C. D. España | Honduras | A-2010 |

## Vida privada
Es hermano mayor de Ramón Zanabria y tiene tres hijos, Rocío, Yasmin y Mario Martín, todos junto a su esposa Sara María.